# Maladie de Rosai-Dorfman
 Mise en garde médicale
La maladie de Rosai-Dorfman, également connue sous les noms d'histiocytose sinusale avec polyadénopathies multiples et parfois de maladie de Destombes-Rosai-Dorfman, est une maladie rare caractérisée par la présence massive d'histiocytes au sein des chaînes ganglionnaires mais également dans d'autres localisations du corps (atteinte extra-nodale). Elle appartient de ce fait à la famille des histiocytoses non langerhansiennes.

## Physiopathologie
La cause de la maladie demeure inconnue. L'implication de différents agents infectieux dans la pathogénèse a été soulevée par différentes études, qu'il s'agisse de bactéries du genre Klebsiella ou de différents virus (polyomavirus, virus d'Epstein-Barr, parvovirus B19, et HHV-6),. En particulier, l'expression d'antigènes du virus HHV-6 a été notée dans les histiocytes de certains patients. Le virus d'Epstein-Barr a quant à lui été retrouvé dans des lymphocytes phagocytés par les histiocytes. Mais, à l'inverse, d'autres études ont montré par hybridation in situ l'absence d'ARN issu du virus d'Epstein-Barr dans les histiocytes ainsi que l'absence de détection du virus HHV-6 par PCR dans des biopsies de peau de patients atteints de la maladie,.

## Épidémiologie
La maladie de Rosai-Dorfman touche principalement l'adolescent et l'adulte jeune avec un pic de fréquence au cours de la seconde et de la troisième décennie,. On note également une légère prédominance masculine. Les afro-américains sont plus souvent touchés que les caucasiens. 

## Atteinte ganglionnaire (nodale)
L'infiltration des ganglions lymphatiques est responsable d'une augmentation de volume de ces derniers (adénomégalie). Il existe une très nette prédominance cervicale des lésions ganglionnaires (une implication ganglionnaire cervicale étant retrouvée chez 90 % des patients présentant une atteinte ganglionnaire). Les ganglions inguinaux, rétropéritonéaux et médiastinaux peuvent aussi être touchés.

## Atteinte extra-nodale
L'atteinte extra-nodale serait présente dans environ 40 %,, ) plus de 90 % des cas et s'associe généralement à l'atteinte nodale. Les sites les plus fréquents d'atteinte extra-nodale sont la peau, les sinus de la face, les fosses nasales, l'os, l'orbite, les glandes salivaires, le système nerveux central et le cœur,. Les symptômes associés sont donc très variables compte tenu de la diversité de ces localisations.

### Atteinte cutanée
L'atteinte cutanée est davantage retrouvée chez les patients un peu plus âgés (quatrième décade) et chez les femmes. Elle se caractérise typiquement par des lésions papulo-nodulaires bien que d'autres présentations soient possibles (plaques indurées, masses, lésions acnéiformes, lésions pseudo-xanthomateuses).

### Atteinte du système nerveux central
L'atteinte du système nerveux central survient dans environ 5 % des cas de maladie de Rosai-Dorfman et apparaît exceptionnellement isolée,. Elle se manifeste typiquement par la survenue de masses durales dont l'aspect en imagerie ressemble à celui des méningiomes,. Elles apparaissent typiquement en IRM en iso-signal T1 spontané, de signal variable en T2 et intensément rehaussées après injection de produit de contraste,. Des formes plus exceptionnelles, sans rattachement dural, ont également été rapportées.

## Diagnostic
Outre la biopsie montrant l’infiltration histiocytaire, les macrophages expriment plusieurs marqueurs, dont l'OCT2, le S100, le CD163 (88%), et la cycline D1.

## Traitement
Des recommandations sur la prise en charfe de la maladie ont été publiées en 2018.